# Unione Nazionale d'Opposizione
L'Unione Nazionale d'Opposizione (Unión Nacional Opositora - UNO) era una vasta coalizione unita dalla comune opposizione al Fronte Sandinista di Liberazione Nazionale ed al suo leader, Daniel Ortega La coalizione raggruppava ben 14 partiti: 4 di orientamento conservatore o liberalconservatore, 8 di carattere centrista e 2 di sinistra. Nonostante i malumori interni, la coalizione riuscì a vincere le elezioni nel 1990, grazie ad una campagna incentrata sulla libertà economica e sul pacifismo. Ebbe un forte sostegno sia dai cittadini nicaraguensi, che vedevano nel Fronte Sandinista un pericolo per l'economia (l'embargo americano poteva essere rimosso solo tramite l'elezione della Chamorro), che dall'Amministrazione Bush, che lo riteneva un baluardo di opposizione al comunismo e ai movimenti rivoluzionari dell'America Latina, soprattutto di matrice guevarista-castrista e antiamericana.
Alle elezioni del 1990, Violeta Chamorro vinse con il 55% dei voti contro il 41% di Daniel Ortega.
Durante il governo Chamorro ci furono pochi progressi e molti contrasti interni, ma i vantaggi furono la fine della guerra dei Contras e la rimozione dell'embargo americano, nonché l'apertura al libero mercato.
Col il suo scioglimento avvenuto tra la metà degli anni '90, quasi tutti i partiti si fusero nel Partito conservatore nazionale.